# Bündnis Liste Burgenland
Das Bündnis Liste Burgenland (LBL) ist eine Partei im österreichischen Bundesland Burgenland, die von 2010 bis 2020 im Landtag vertreten war. Sie sieht sich nach eigener Darstellung als „ein Zusammenschluss unabhängiger Namenslisten und Bürgerinitiativen sowie der Freien Bürgerliste Burgenland zu einer Wahlplattform“ und hat sich zum Ziel gesetzt, den von ihr behaupteten „SPÖ-Machtrausch“ zu beenden.
Gegründet wurde sie als Freie Bürgerliste (FBL), später Liste Burgenland, ein Zusammenschluss gleichnamiger Bürgerlisten burgenländischer Gemeinden. Sie existiert parallel zur Partei LBL weiter. Die 2007 von den ehemaligen burgenländischen FPÖ-Landtagsabgeordneten Wolfgang Rauter und Manfred Kölly gegründete „Bewegung“ erzielte bei den Gemeinderatswahlen im Burgenland 2007 im Burgenland 30 Mandate in burgenländischen Gemeinderäten und stieg zur viertstärksten Kraft in den burgenländischen Gemeinden auf. In Deutschkreutz wurde die FBL stimmenstärkste Partei, Manfred Kölly wurde zudem als Deutschkreutzer Bürgermeister bestätigt.
2010 gründete die FBL gemeinsam mit weiteren Namenslisten die Bewegung Bündnis Liste Burgenland, mit der Kölly auch der Einzug in den Landtag gelang. 2015 gelang der erneute Einzug in den Landtag, diesmal mit zwei Mandaten. Der zweite Abgeordnete Gerhard Hutter trat dabei im Februar 2019 aus der LBL aus. Bei der Wahl 2020 erhielt die LBL nur noch 1,3 % und schied aus dem Landtag aus.

## Geschichte

### Entstehung der FBL und Gemeinderatswahlen 2007

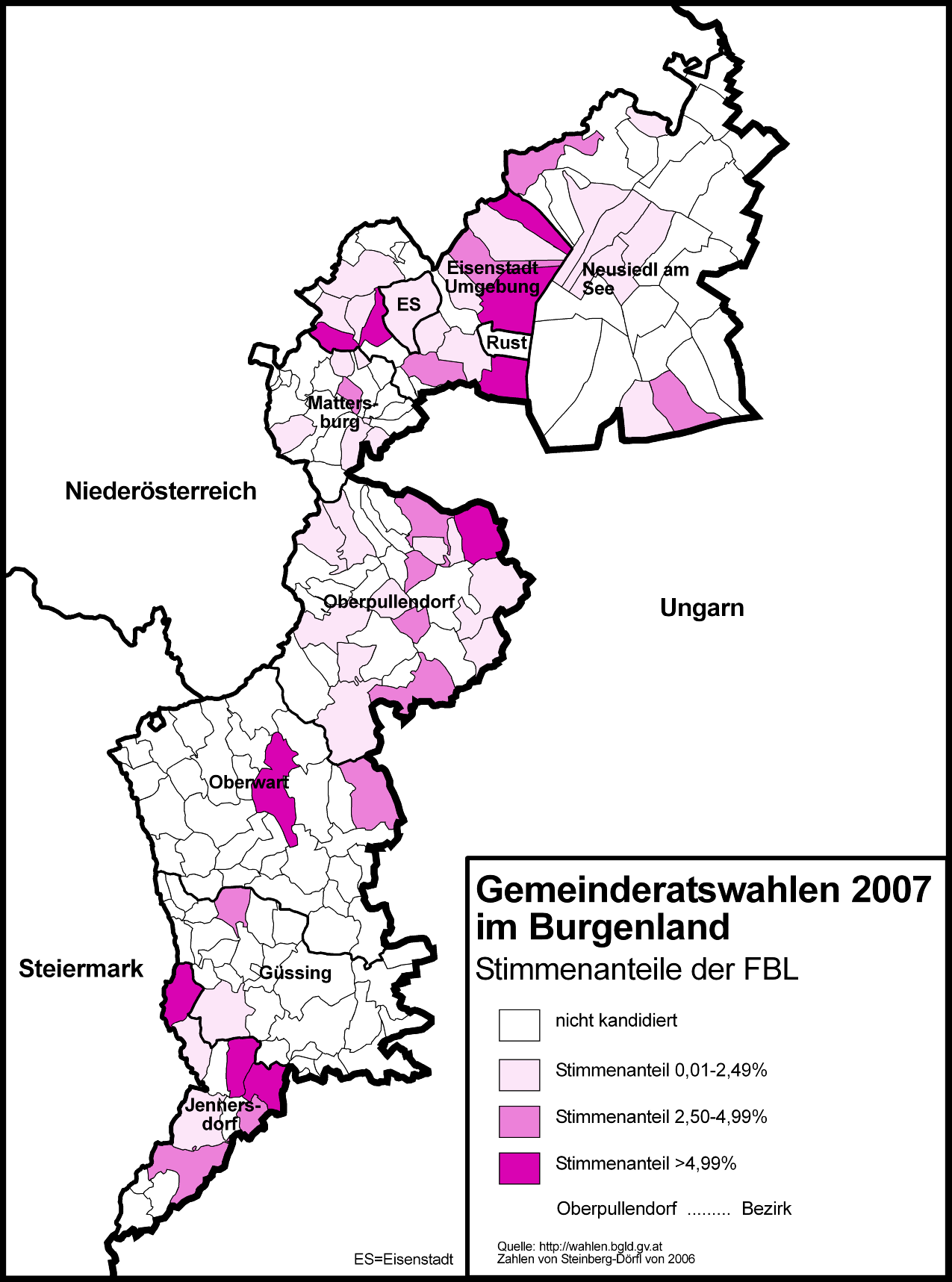
Wahlergebnisse der Freien Bürgerliste bei der Gemeinderatswahl 2007

Die Freien Bürgerlisten wurden im März 2007 nach internen Querelen in der FPÖ gegründet. Bereits im Dezember 2006 war ein „Geheimpapier“ veröffentlicht worden, das vor den Landtagswahlen 2005 zwischen der FPÖ und der SPÖ geschlossen worden war. Das Geheimpapier legte Richtlinien für die Zusammenarbeit der beiden Parteien nach den Wahlen fest und stellte Mitgliedern der FPÖ wichtige Posten in Aussicht. Der Deutschkreutzer Bürgermeister Manfred Kölly wurde als Unterzeichner des Papiers aus der Partei ausgeschlossen. Dies führte zu einer tiefen Spaltung zwischen den Anhängern Köllys und Landesparteiobmann Johann Tschürtz. Beim Sonderparteitag der FPÖ Burgenland am 7. März 2007 drohte der FPÖ eine Kampfabstimmung zwischen Landesparteiobmann Johann Tschürtz und dem ehemaligen Klubchef Wolfgang Rauter. Rauter zog jedoch seine Kandidatur am Sonderparteitag überraschend zurück.
Manfred Kölly gab nach dem Sonderparteitag am 12. März 2007 die Gründung der „Freien Bürgerliste – Manfred Kölly“ bekannt. Der Namensliste des Deutschkreutzer Bürgermeister traten alle FPÖ-Gemeinderäte sowie weitere Funktionäre bei. Am 14. März 2007 folgte die Gründung der Plattform „Freie Bürgerliste“ durch Wolfgang Rauter. Zu diesem Zeitpunkt verfügte Rauter bereits über Zusagen aus 21 Gemeinden für eine Kandidatur bei der Gemeinderatswahl. Die FBL trat schließlich in 53 der 170 Gemeinden an. Zahlreiche Mandatare der FPÖ waren zur FBL gewechselt. Bei den Gemeinderatswahlen erzielte die FBL 30 Mandate.

### LBL seit 2010
Zur Landtagswahl 2010 trat die Freie Bürgerliste gemeinsam mit weiteren Namenslisten als Liste Burgenland an. Sie erreichte 4,0003 Prozent der Stimmen und überschritt damit die für den Einzug in den Landtag notwendige Hürde um eine Stimme. Dadurch konnte Manfred Kölly als Spitzenkandidat der LBL in den Landtag einziehen.
Der Liste Burgenland (LBL) gehören zahlreiche Bürgerlisten aus dem ganzen Bundesland an. Seit den Gemeinderatswahlen 2012 stellt die LBL Bürgermeister in zwei Gemeinden (Deutschkreutz, Bad Sauerbrunn) sowie ca. 100 Gemeinderäte. Somit ist die LBL die drittstärkste politische Kraft im Burgenland (auf Gemeindeebene).
Bei der Landtagswahl 2015 trat die LBL gemeinsam mit dem Team Stronach unter der Bezeichnung Bündnis Liste Burgenland (LBL) an, erneut war der Deutschkreutzer Bürgermeister Manfred Kölly der Spitzenkandidat. Sie konnte ihren Stimmanteil auf 4,82 % erhöhen und erreichte zwei Mandate.
Im Dezember 2020 wurde Manfred Kölly wegen Amtsmissbrauchs zu 17 Monaten bedingt und 27.000 Euro Geldstrafe verurteilt. Am 20. Oktober 2022 ist am Landesgericht Eisenstadt ein Insolvenzverfahren über LBL eröffnet worden. Die Passiva betragen 180.000 Euro.

## Programm und Ziele
Das Bündnis Liste Burgenland versteht sich als basisdemokratische Bürgerbewegung, die über kein fixes Programm verfügt, sondern in Arbeitskreisen Zielvorstellungen erarbeitet. Diese bauen auf verschiedenen Grundsatzpositionen auf. Zu den Grundsatzpositionen gehören Gerechtigkeit und Gleichbehandlung aller Menschen, das Bekenntnis zur Leistungsgesellschaft und die Ablehnung der Mindestsicherung, Transparenz der politischen Entscheidung, der sparsame Einsatz der Steuereinnahmen, eine restriktive Ausländerpolitik, die Ablehnung der gegenwärtigen EU-Politik, die Förderung von Klein- und Mittelbetrieben und die Förderung der direkten Demokratie.
Die Liste formulierte 2007 für die Gemeinderatswahlen im Burgenland mehrere Forderungen. So trat die damalige FBL für ein Ende der Belastung der Gemeindebürger ein und trachtet nach der Steigerung der Lebensqualität in den Gemeinden. Sie fordert zudem die Gleichbehandlung aller Gemeindebürger und Transparenz und Sparsamkeit der Gemeindepolitik.